# Кужельний Олексій Павлович
Кужельний Олексій Павлович (нар. 25 квітня 1953, Київ, Україна) — народний артист України, професор, Почесний академік НАМ України, український режисер, художній керівник Київської академічної майстерні театрального мистецтва «Сузір'я», викладач, фахівець з великим досвідом роботи, митець і організатор. У своїх сценічних роботах особливу увагу приділяє творчості українських класиків та сучасних українських авторів.

## Життєпис
У 1970 році закінчив Київську середню школу № 25. У 1970 році вступив і в 1975 році закінчив Київський автодорожній інститут (КАДІ). З 1975 по 1978 роки — науковий співробітник, старший науковий співробітник Державного дорожнього науково-дослідного інституту. У 1978 році вступив і в 1983 році закінчив Київський інститут театрального мистецтва ім. Карпенка-Карого за фахом режисер драми. У 1983—1985 роки підвищував кваліфікацію на Вищих режисерських курсах СРСР (режисер-стажер Київського академічного українського драматичного театру ім. Івана Франка, Творча майстерня С. В. Данченка).
У 1986–88 роки працював режисером-постановником, в.о. художнього керівника Українського фольклорно-етнографічного ансамблю «Калина». З 1988 року — засновник і художній керівник Майстерні театрального мистецтва «Сузір'я». За творчі успіхи та вагомий внесок у розвиток українського театрального мистецтва був удостоєний звання Заслуженого артиста України (1992 р.) і Народного артиста України (1997 р.). Лауреат Літературно-мистецької премії України ім. І. Котляревського (1999 р.), премії Спілки театральних діячів ім. Володимира Блавацького (2001 р.), Літературної премії імені Андрія Малишка (2008 р.), Мистецької премії «Київ» імені Амвросія Бучми (2010 р.), премії НСТД України ім. С. Данченка (2014 р.), Премії НСТД України ім. Панаса Саксаганського (2019 р.). У 2003 р. нагороджений Почесною грамотою Кабінету Міністрів України, Грамотою Верховної Ради України, вищою київською міською нагородою — Знак Пошани і вищою нагородою Міністерства культури і мистецтв України — Почесний Знак «За вагомий особистий внесок у розвиток культури та мистецтва». Нагороджений Орденом «За заслуги» 3-го ступ. (2013 р.) та 2-го ступ. (2016 р.), дипломант Національної премії України імені Тараса Шевченка (2019 р.), вшанований Орденом «Гордість нації» (2020 р.).
З 1989 року розпочав педагогічну діяльність. З 2000 року — професор НАККіМ (завідувач Кафедри режисури 2001—2016 рр.), з 2009 року — професор КНУТКТ ім. Карпенка-Карого, автор посібника «Основи режисури театральних видовищ та свят» (2012 р.). У 2018 році видав книгу «Самосвітне Сузір'я. Театральна хроновізія». У 2024 році видав книгу «Відкриття театру».
Організатор міжнародних театральних фестивалів: моновистав «Київська парсуна», камерних театрів «Сузір'я». З 2001—2007 рр. Президент Міжнародного фестивалю міст-побратимів «Київ травневий». Постановник більше 30 вистав, урядових концертів, урочистостей, масових видовищ та свят.
Член НСЖ України, автор і ведучий телепередач, численних публікацій у провідних періодичних виданнях.
Член НСТД України, з 2012 р. — Голова Київського місцевого відділення НСТД України.
Почесний академік НАМ України з 2025 р.

## Фільмографія
2020 рік
Доктор Вера  |  Лікар Віра (Україна) —  Юрист
2017 рік
Тот, кто не спит  |  Той, хто не спить (Україна)  —  Главред
2016 рік
Хозяйка  |  Хазяйка (Україна)
2009 рік
Похищение Богини  |  Викрадення Богині (Україна) — епізод
Возвращение Мухтара-5  |  Повернення Мухтара-5 (Україна)
Простота как признак воровства  |  Простота як знак крадіжки (Україна) — 1-а серія
Телефонный призрак  |  Телефонний привид (Україна) — 9-а серія
Лютня  |  Лютня (Україна) — 15-а серія
Колеса  |  Колеса (Україна) — 18-а серія
Смерть по телефону  |  Смерть по телефону (Україна) — 25-а серія
Доходное место  |  Прибуткове місце (Україна) — 61-а серія
Химия и жизнь  | Хімія та життя (Україна) — 64-а серія
Кепка и люстра  |  Капелюх та люстра (Україна) — 66-а серія
Блюститель чистоты  |  Охоронець чистоти (Україна) — 73-я серія
Активный отдых  |  Активний відпочинок (Україна) — 76-а серія
На помощь Сан Санычу  |  На допомогу Сан Саничу (Україна) — 82-а серія